# کشیشتف پتاک
کشیشتف پتاک (لهستانی: Krzysztof Ptak؛  ‏ تلفظ نام‌کوچک لهستانی: [ˈkʂɨʂtɔf]؛ ‏ ۳ آوریل ۱۹۵۴ – ۱۹ اوت ۲۰۱۶) یک فیلم‌بردار اهل لهستان بود.
از فیلم‌ها یا برنامه‌های تلویزیونی که وی در آن نقش داشته‌است می‌توان به بدون پنهان‌کاری، کورن‌بلومن‌بلائو، زیبا و ثروتمند بودن بهتر است، پورنوگرافی و ۳۰۰ مایل تا بهشت اشاره کرد.